# Аленбах
Аленбах (њем. Allenbach) општина је у њемачкој савезној држави Рајна-Палатинат. Једно је од 96 општинских средишта округа Биркенфелд. Према процјени из 2010. у општини је живјело 679 становника. Посједује регионалну шифру (AGS) 7134003.

## Географија
Аленбах се налази у савезној држави Рајна-Палатинат у округу Биркенфелд. Општина се налази на надморској висини од 478 метара. Површина општине износи 27,6 km².

## Становништво
У самом мјесту је, према процјени из 2010. године, живјело 679 становника. Просјечна густина становништва износи 25 становника/km².